# Roma Maffia
Roma Maffia (Manhattan - New York, 31 mei 1958) is een Amerikaanse actrice.

## Biografie
Maffia werd geboren in de borough Manhattan van New York met Indiaas, Engels en Duits bloed. Haar achternaam Maffia heeft zij gekregen van haar stiefvader die van Italiaanse afkomst is.

## Filmografie

### Films
- 2022 Measure of Revenge - als Mona
- 2017 Charlotte - als Karen
- 2015 Safelight - als Rose
- 2013 The Call – als Maddy
- 2012 The Real St. Nick – als Tanya
- 2012 As High as the Sky – als cliënte
- 2010 Kingshighway – als Rosa
- 2008 The Blue Tooth Virgin – als dr. Christopher
- 2008 Yonkers Joe – als Irene Santini
- 2007 Ghost Image – als rechercheur Amos
- 2007 Totally Baked: A Pot-U-Mentary – als dr. Willa Peterson
- 2003 Holes – als Carla Morengo
- 2002 Endgame: Ethics and Values in America – als Julia
- 2002 Treading Water – als de agente
- 2001 I Am Sam – als familierechter
- 2001 The New Women – als Virginia VanUpp
- 2000 The David Cassidy Story – als Ruth Aarons
- 1999 Things You Can Tell Just by Looking at Her – als Debbie
- 1999 Double Jeopardy – als Margaret
- 1998 Route 9 – als agente Ellen Marks
- 1997 The Defenders: Payback – als Julie Bishop
- 1997 Kiss the Girls – als dr. Ruocco
- 1996 Mistrial – als Laurie Meisinger
- 1996 Her Costly Affair– als Sally Canter
- 1996 Eraser – als Claire Isaacs
- 1995 Nick of Time – als ms. Jones
- 1995 The Heidi Chronicles – als ??
- 1995 Her Deadly Rival – als officier Caldwell
- 1994 Disclosure – als Catherine Alvarez
- 1994 The Paper – als Carmen
- 1989 American Blue Note – als Marie
- 1988 Internal Affairs – als Diane
- 1988 Married to the Mob – als eerste klant van Angie
- 1982 Smithereens – als prostituee
- 1982 Stuck on You! – als zus van Attila

### Televisieseries
Uitgezonderd eenmalige gastrollen.
- 2022 In the Dark - als Paula - 5 afl.
- 2020 - 2021 Billions - als Mary Ann Gramm - 5 afl.
- 2020 High Maintenance - als Chick - 2 afl.
- 2013 - 2017 Pretty Little Liars - als Linda Tanner - 19 alf.
- 2016 Queen Sugar - als Estelle Peterson - 2 afl.
- 2014 - 2015 The Oversharer - als de buurvrouw - 2 afl.
- 2012 - 2013 Grey's Anatomy - als Roberta Thompson - 4 afl.
- 2003 – 2010 Nip/Tuck – als Dr. Liz Cruz – 96 afl.
- 2007 - 2008 Boston Legal – als rechter Victoria Peyton – 9 afl.
- 2003 – 2006 Law & Order – als Vanessa Galiano – 3 afl.
- 2001 ER – als ms. Prager – 3 afl.
- 1996 – 2000 Profiler – als Grace Alvarez – 82 afl.
- 1995 Courthouse – als ms. Marino – 3 afl.
- 1994 – 1995 Chicago Hope – als Angela Giandamenicio – 13 afl.
- 1985 – 1986 The Equalizer – als Sindee – 2 afl.

- International Standard Name Identifier: 0000 0000 4564 5874
- Library of Congress Control Number: no2003104133
- Nationale Bibliotheek van Israël: 987007365282705171
- Nationale Bibliotheek van Polen: a0000001275765
- Système universitaire de documentation: 250232650
- Virtual International Authority File: 16921230
- WorldCat: E39PBJymtxrYjvkHWFc7Fw3vpP